# Heia (przystanek kolejowy)
Heia – kolejowy przystanek osobowy w Heia, w regionie Østfold w Norwegii, jest oddalony od Oslo Sentralstasjon o 73,45 km i 49,14 km od Ski. Jest położony na wysokości 133,2 m n.p.m.

## Ruch pasażerski
Należy do linii Østfoldbanens østre linje. Jest elementem - kolei aglomeracyjnej w Oslo - w systemie SKM ma numer  560.  Obsługuje Rakkestad, Mysen, Ski i Oslo Sentralstasjon i Skøyen. Pociągi odjeżdżają co godzinę. Jest to ich jedyne miejsce zatrzymania między Oslo i Ski.

## Obsługa pasażerów
Wiata, parking na 10 miejsc.